# Salon Palloilijat
Salon Palloiijat, meestal aangeduid als SalPa, is een Finse voetbalclub uit de stad Salo, opgericht in 1956. De clubkleuren van de club zijn blauw en wit.

## Geschiedenis
Door de jaren heen heeft Salon Palloiijat in de lagere regionen van het Finse voetbal gespeeld, waarbij voornamelijk gespeeld werd in de Kakkonen. 
Gedurende de seizoenen 1991 en 1992 speelde de club in de Ykkönen (toen het tweede niveau van Finland), waarna het weer degradeerde.

## Stadion
Het stadion van SalPa is het Salon Urheilupuisto, wat plaats biedt aan 2.000 toeschouwers. Tevens zijn op het complex van SalPa meerdere grasvelden te vinden.

## Bekende (oud)-spelers
- Thomas Agyiri (verleden bij o.a Manchester City FC)